# (144908) 2004 YH32
(144908) 2004 YH32, chỉ định tạm thời 2004 YH32, là một centaur và damocloid quay quanh Mặt Trời với độ nghiêng rất cao gần 80 °. Nó được phát hiện vào ngày 18 tháng 12 năm 2004 bởi Khảo sát Siding Spring tại Đài thiên văn Siding Spring ở Úc. Đối tượng quan trọng và bất thường có đường kính khoảng 12 km (7,5 dặm).

## Quỹ đạo và phân loại
Nó quay quanh Mặt trời ở khoảng cách 3,6 - 12,8 AU cứ sau 23 năm và 4 tháng (8,520 ngày; trục bán chính là 8,16 AU). Quỹ đạo của nó có độ lệch 0,57 và độ nghiêng 79 ° so với đường hoàng đạo. Vòng cung quan sát của vật thể bắt đầu bằng quan sát khám phá chính thức tại Đài quan sát Siding Spring vào tháng 12/2004.

## Đặc điểm vật lý
Lưu trữ của Johnston giả định một suất phản chiếu tiêu chuẩn là 0,09 và tính toán đường kính 12 km dựa trên cường độ tuyệt đối 12,9.